# Ригсбанктегн

16 скиллингов ригсбанктегн 1814 года

Ригсбанктегн (дат. Rigsbanktegn — «знак Ригсбанка») — название медных датских монет номиналом в 2, 3, 4, 6, 12 и 16 скиллингов 1813—1815 годов. Их выпуск обусловлен банкротством государства в 1813 году, когда официальные власти были вынуждены отказаться от чеканки денег, стоимость металла в которых соответствовала номинальной. Был создан новый государственный банк, ответственный за эмиссию денег. Руководством Ригсбанка было принято решение о нецелесообразности выпуска банкнот в разменных денежных единицах скиллингах. В результате появились ригсбанктегны, которые по своей сути являлись фидуциарными, то есть необеспеченными деньгами.
На аверсе располагался герб Дании, на реверсе — указание номинала, предполагаемый год выпуска и указание природы денежного знака «RIGSBANKTEGN». Изначально их выпуск производили на монетных дворах Копенгагена, Альтоны и Конгсберга. В 1814 году Норвегия вышла из-под власти датских королей. Власти Дании подозревали, что на монетном дворе норвежского Конгсберга продолжают выпускать ригсбанктегны, чья номинальная стоимость значительно превышала внутреннюю. В Конгсберге чеканили только 2 номинала ригсбанктегнов — 6 и 12 скиллингов. Тиражи 6 скиллингов были незначительными. 12 скиллингов объявили вышедшими из оборота раньше других ригсбанктегнов в 1818 году.
Данные монеты чеканили вплоть до 1817 года. Выпуски 1816—1817 годов датированы 1815 годом.
| Монетный двор | Номинал       | Годы выпуска | Общая сумма в ригсбанкдалерах |
| ------------- | ------------- | ------------ | ----------------------------- |
| Копенгаген    | 12 скиллингов | 1813—1814    | 233 299                       |
| Копенгаген    | 6 скиллингов  | 1814         | 100 621                       |
| Копенгаген    | 16 скиллингов | 1814         | 666 687                       |
| Копенгаген    | 4 скиллинга   | 1815         | 102 587                       |
| Копенгаген    | 3 скиллинга   | 1815         | 93 172                        |
| Копенгаген    | 2 скиллинга   | 1816         | 102 298                       |
| Альтона       | 16 скиллингов | 1814—1817    | 154 900                       |
| Конгсберг     | 12 скиллингов | 1813—1815    | 92 315                        |
| Конгсберг     | 6 скиллингов  | 1813—1815    | 6800                          |